# Padesj
Padesj (bulgariska: Падеш) är ett distrikt i Bulgarien.   Det ligger i kommunen Obsjtina Blagoevgrad och regionen Blagoevgrad, i den västra delen av landet, 90 km söder om huvudstaden Sofia.
Omgivningarna runt Padesj är en mosaik av jordbruksmark och naturlig växtlighet. Runt Padesj är det ganska glesbefolkat, med 28 invånare per kvadratkilometer.